# Праужда
Пра̀ужда е село в Северозападна България, община Белоградчик, област Видин.

## География
Село Праужда се намира в Западния Предбалкан, на около 7 км на запад-югозапад от град Белоградчик, 3 – 4 км на запад от село Чифлик, 4 км на североизток от село Крачимир и 4 км на юг-югозапад от село Дъбравка. Разположено е в северната част на планинския рид Ведерник, на около 2 км югоизточно от най-високата му точка – връх Ведерник (1124 м), в полите на върха. Надморската височина на площада в центъра на селото е около 500 м. На около 1,5 км южно и 100 м по-ниско тече Стакевска река в приблизителна посока от запад към изток.
От околностите на село Праужда започват на изток Белоградчишките скали.
Праужда има пътна връзка по общински път през село Чифлик до неговата махала (квартал) Извос и от там – по третокласен републикански път с общинския административен център Белоградчик.
Населението на село Праужда, наброяващо 796 души към 1934 г., намалява до 196 души към 1985 г. – с по 11 – 12 средногодишно, и до 31 души (по текуща демографска статистика) към 2018 г. – с по 5 средногодишно.
Праужда се намира в район на географското разпространение в Западна България на така наричания торлашки диалект.

## Население
Преброяване на населението през 2011 г.
Численост и дял на етническите групи според преброяването на населението през 2011 г.:
|                     | Численост | Дял (в %) |
| Общо                | 63        | 100,00    |
| Българи             | 60        | 95,23     |
| Турци               | 0         | 0,00      |
| Цигани              | 0         | 0,00      |
| Други               | 0         | 0,00      |
| Не се самоопределят | 0         | 0,00      |
| Неотговорили        | 0         | 0,00      |

## История
Основният поминък, животновъдството, лозарството, винарството и земеделието, постепенно изостава.
В Праужда има параклис „Свето Възнесение Христово“.

## Редовни събития
В селото ежегодно има събор в неделята на седмицата около 24 май.

## Личности
- Емил Цеински, художник – иконописец, направил кариера в Италия, където пребивава и към 2011 г.